# Туркестанска област
Туркестанска област (каз. Түркістан облысы, рус. Туркестанская область) је област у Казахстану. У административно-територијалној структури област има 4 града (Шимкент, Кентау, Туркестан и Арис) и 11 рејона.